# Quadro 350D
Der Quadro 350D (neue Bezeichnung Quadro QV3) ist ein Dreirad-Motorroller des Schweizer Herstellers Qooder (bis 2019 Quadro Technologie), der in Vacallo beheimatet ist. Er wurde 2009 vom Design- und Technologieunternehmen Marabese Design von ehemaligen Piaggio-Mitarbeitern gegründet.

## Technik
Die Inhalte beziehen sich auf die Version QV3.
Auf den ersten 5 km sollte man höchstens die halbe Nenndrehzahl fahren. So bekommt das im kalten Zustand zähere Öl Zeit, dünnflüssig zu werden. Auch die Gemischaufbereitung – also Vergaser oder Einspritzung – arbeitet erst präzise, wenn der Motor so warm geworden ist, dass kein Benzin mehr an den Kanalwänden kondensiert. Gleiches gilt für die Öle in Gabel und Federbein. Auch die Reifen müssen auf Betriebstemperatur kommen. Die Vorderreifen sind noch zu kalt, wenn das Motorrad beispielsweise unwillig einlenkt.

### Bremsen
Das QV3 hat ein integrales Bremssystem. Der linke Hebel am Lenker betätigt sowohl die Bremsen der Vorderräder, als auch die Hinterradbremse (Integralbremsung) alternativ zum Fuß-Integralbremspedal. Der rechte Hebel am Lenker betätigt nur die Vorderradbremsen.

### Hydraulik Tilting System (HTS)
Das Quadro QV3 ist mit dem Federungs- und Neigungssystem „Hydraulic Tilting System“ (HTS; „Hydraulisch-pneumatisches Neigungssystem“), ausgestattet. Es besteht aus zwei Hydraulikzylindern, die über zwei Leitungen miteinander verbunden sind, sowie einem zentralen Druckluftzylinder, der die Feder ersetzt. Diese Kombination ermöglicht eine gute Bodenhaftung der beiden Vorderräder. Mit je zwei Querlenkern, die in einem verwindungssteifen verstärkten Rahmen verschraubt sind, ergibt sich die nötige Spurstabilität. Das System ist mit einem gegliederten Parallelogramm mit 2 Auslegern aus Schmiedealuminium und einer Lenkung wie beim Auto mit Ackermann-Steuergeometrie verbunden. So hat der Roller zwei voneinander unabhängig aufgehängte Vorderräder, die sich schräg stellen können und dabei parallel geführt werden. Dadurch ist die Bodenhaftung beider Vorderräder auch in Schräglage in Kurven (bis 35°) gewährleistet. Das HTS und die Parkbremse wird durch das Verschieben eines großen Hebels unterhalb des Displays aktiviert. Es ist zwingend notwendig, einen oder beide Füße auf dem Boden abzustützen und einen der Bremshebel (Integralbremshebel oder -pedal) gedrückt zu halten, falls die Neigungssperre nicht eingeschaltet ist.

### Motor
Der QV3 wird durch einen flüssigkeitsgekühlten Einzylinder-Motor mit 4 Ventilen pro Zylinder und elektronischer Benzineinspritzung angetrieben. Der Viertaktmotor mit 399 cm³ erzeugt eine Leistung von 21,2 kW (28,8 PS) bei 7.000 min−1. Das maximale Drehmoment beträgt 31,8 Nm bei 5.500 min−1. Der Tank fasst 13,2 Liter, als Kraftstoffreserve gilt eine Restbenzinmenge von 2,9 Liter.

### Elektrik
Das Dashboard funktioniert mit Flüssigkristallanzeige und enthält einen Multifunktions-Reisecomputer. Unter ihm sind zwei kleine Stauräume mit einem 12 Volt-Stromanschluss. Der QV3 wird mit zwei konventionellen Schlüsseln ausgeliefert.

### Zubehör
Als Zubehör sind verschiedene Topcases (von Shad), beheizbare Griffe und LED-Beleuchtungseinrichtungen erhältlich.

## Führerscheinrecht
Personen, deren Führerschein vor dem 19. Januar 2013 ausgestellt wurde, können den Quadro QV3 mit einer Fahrerlaubnis der Klasse B, andere mit der Klasse A fahren.
Der ADAC rät dazu, dass Autofahrer ohne Moped/Motorraderfahrung, die auf einen Dreirad-Motorroller umsteigen wollen, gerade weil der Quadro QV 3 und seine dreirädrigen Rivalen mit hoher Fahrdynamik glänzen, unbedingt ein Fahrtraining absolvieren sollten. Qooder weist ebenfalls darauf hin: „Um den QV3 zu fahren, müssen Sie die typischen Zwei-/Dreiradfahrtechniken beherrschen. Stellen Sie sicher, dass Sie diese Techniken von geschultem Personal erlernt haben.“
Frankreich
Um einen Metropolis fahren zu dürfen, muss man seit mindestens zwei Jahren im Besitz eines PKW-Führerscheins sein und eine theoretische und praktische Fahrschulausbildung absolvieren, die insgesamt sieben Stunden umfasst. Sie teilt sich auf in zwei Stunden Theorie, zwei Stunden Fahrtraining auf einem Übungsgelände und drei Stunden Fahrtraining im Straßenverkehr. Eine Abschlussprüfung ist nicht vorgesehen. Die Pflicht zu dieser Fahrschulausbildung entfällt, wenn man den PKW-Führerschein zwischen dem 1. Januar 2006 und dem 31. Dezember 2010 erworben hat.
Österreich und EU/EWR-Ausland
Eine ab dem 19. Jänner 2013 erworbene Klasse A1 umfasst dreirädrige Krafträder bis 15 kW (20 PS)
Eine ab dem 19. Jänner 2013 erworbene Klasse A umfasst alle dreirädrigen Krafträder (Mindestalter 21 Jahre!)
Eine vor dem 19. Jänner 2013 erworbene Lenkberechtigung der Klasse B umfasst auch das Lenken von dreirädrigen Kraftfahrzeugen mit oder ohne leichtem Anhänger im ganzen EU/EWR-Raum. Zur Wahrung der erworbenen Rechte werden die Codes 79.03 und 79.04 bei der Klasse A (!) in den Führerschein eingetragen
Ausschließlich in Österreich
Eine ab dem 19. Jänner 2013 erworbene Klasse B umfasst ab dem 21. Geburtstag alle dreirädrigen Krafträder, aber nur für den Verkehr in Österreich.
Eine vor dem 19. Jänner 2013 erworbene Klasse A umfasst die Berechtigung, Kraftfahrzeuge mit drei oder vier Rädern, deren Eigenmasse nicht mehr als 400 kg beträgt, zu lenken, aber nur für den Verkehr in Österreich.

## Weitere Quadro-Modelle
Quadro Technologie produzierte außer dem 350D den 350S.
Seit 2019 produziert das Unternehmen einen QVe mit rein elektrischem Antrieb. Der Motor ist weniger leistungsstark, liefert 33 kW und 106 Nm Drehmoment und das Batteriepaket soll für eine Reichweite von 110 km ausreichen. Es wird über eine Haushaltssteckdose geladen. Der QVe kann rückwärts fahren, rekuperieren und sich mit dem elektronischen HTS (Hydraulic Tilting System) in die Kurve legen.

## Konkurrenz
Die Hauptkonkurrenten bei den Dreirad-Motorrollern sind der Piaggio MP3, der Kymco CV 3 550i, Peugeot Metropolis 400 und der Yamaha Tricity.
Dreirad-Motorroller sind nicht mit einem Trike oder einem Threewheeler zu verwechseln.

### Vergleich
Das Werks gibt wenige Beschleunigungswerte oder Höchstgeschwindigkeiten an, mit der Begründung, dass Dreirad-Roller in erster Linie für den Stadtverkehr konzipiert wurden. Aus Testberichten wurden folgende Werte entnommen:
| Modell                    | Peugeot Metropolis | Yamaha Tricity  | Quadro QV3        | Kymco CV3           | Piaggio MP3 530 |
| ------------------------- | ------------------ | --------------- | ----------------- | ------------------- | --------------- |
| Beschleunigung 0–100 km/h | 11,93 s            | 13,74 s         | 12,03 s           | 8,32 s              | 10,2 s          |
| Beschleunigung 0–120 km/h | 18,78 s            | 28,23 s         | 35,79 s           | 13,38 s             | 14,80 s         |
| Höchstgeschwindigkeit     | 138 km/h           | 123 km/h        | 120 km/h          | 158 km/h            | 148 km/h        |
| Leistung                  | 26,2 kW (35,6 PS)  | 20,6 kW (28 PS) | 21,2 kW (28,8 PS) | 37,5 kW (51 PS) (a) | 32 kW (43,5 PS) |

### Neuzulassungen 2022
| Modell                                                | Peugeot Metropolis | Yamaha Tricity | Kymco CV3 | Piaggio MP3 (alle) |
| ----------------------------------------------------- | ------------------ | -------------- | --------- | ------------------ |
| Zulassungszahlen Deutschland 2022 Januar bis Dezember | 606                | 518            | 122       | 1520               |
| Zulassungszahlen Frankreich 2022 Januar bis Dezember  | 1351               | 1758           | 968       | 5805 (b)           |

Die Anzahl aller Neuzulassungen in Deutschland macht nur 27 % der Neuzulassungen in Frankreich aus.

### Neuzulassungen 2023
| Modell                                                | Peugeot Metropolis | Yamaha Tricity | Kymco CV3 | Piaggio MP3 (alle) |
| ----------------------------------------------------- | ------------------ | -------------- | --------- | ------------------ |
| Zulassungszahlen Deutschland 2023 Januar bis Dezember | 347                | 300            | 249       | 1227               |
| Zulassungszahlen Frankreich 2023 Januar bis Dezember  | 976                | 1655           | 1515      | 4465               |

Verglichen mit 10.138 Neuzulassungen aller dreirädrigen Roller in Frankreich im Jahr 2022, ist 2023 ein Rückgang um 15,28 % auf 8589 zugelassene Dreiräder zu verzeichnen. Die Gründe sind vielfältig. Einerseits gab es 2022 eine ganze Reihe von Modellverbesserungen, Kymco kam neu auf den Markt. Andererseits kamen 2023 eine neue Parkgebühr für Kraftfahrzeuge in Paris, erhöhte Benzinpreise, die Inflation, schlechteres Wetter und schwierige geopolitische Rahmenbedingungen. Einzig Kymco konnte seine Verkaufszahlen gegenüber dem Vorjahr um 56,5 % steigern. In Deutschland gingen die Zulassungszahlen erheblich zurück.

### Neuzulassungen 2024
| Modell                                                | Peugeot Metropolis | Yamaha Tricity | Kymco CV3 | Piaggio MP-3 400 |
| ----------------------------------------------------- | ------------------ | -------------- | --------- | ---------------- |
| Zulassungszahlen Deutschland 2024 Januar bis Dezember | 266                | 505            | 304       | 119              |

2024 wurden in Deutschland 2342 Dreiradroller neu zugelassen, was einem Anstieg von 3,7 % entspricht.